# NGC 6027a
NGC 6027a é uma galáxia espiral e parte do Sexteto de Seyfert, um grupo compacto de galáxias, localizada na constelação de Serpens.